# ЦФКА „Средец“
| ← | 1985 – 1989 | → |

ЦФКА „Средец“ (Централен футболен клуб на армията „Средец“) е име на ПФК ЦСКА (София) в периода от разформироването на отбора през 1985 до края на комунистическия режим в края на 1989 г.

## История
Треньори на отбора са били Серги Йоцов и Димитър Пенев. Името е наложено заради разформироването на ЦСКА „Септемврийско Знаме“ и на Левски-Спартак след финала за Купата на България през 1985 спечелен от ЦСКА с 2:1. По време на мача няколко футболисти от двата отбора са се сбили което довежда до решението на ЦК на БКП да се разформироват двата отбора. Наказани са треньорите, футболистите участвали в боя и ръководствата на отборите след което са били създадени два нови отбора на мястото на старите – „Средец“ и „Витоша“. През 1987 към „Средец“ е добавено и определението ЦФКА (Централен футболен клуб на армията)